# TV Reader's Digest
TV Reader's Digest est une série télévisée d'anthologie dramatique américaine en trente-neuf épisodes de 25 minutes, diffusés entre le 17 janvier 1955 et le 9 juillet 1956 sur ABC.
Les scénarios sont inspirés d'articles publiés dans le magazine Reader's Digest.

## Fiche technique
Sauf indication contraire, les informations mentionnées dans cette section peuvent être confirmées par la base de données cinématographiques IMDb,  présente dans la section « Liens externes ».
- Titre original : TV Reader's Digest
- Réalisation : Christian Nyby, Peter Godfrey, Harry Horner, Gilbert Kay, Paul Landres, Harold Daniels, Tom Gries, William Beaudine et Arnold Laven
- Scénario : Katherine Albert, Mortimer Braus, George Bruce, Albert Duffy, Dale Eunson, Warren Forth, Milton Geiger, Howard J. Green, Frank Gruber, Lao Lieberman, Frank L. Moss, Norbert Muhlen, Arthur E. Orloff, William P. Rousseau et Frederic Sondern Jr.
- Photographie : Floyd Crosby, Lester Shorr, Joseph F. Biroc, William Margulies et John J. Mescall
- Musique :
- Casting : Nina Vine et Bub Miley
- Montage : Stanford Tischler, Harry Coswick, Walter Hannemann, Dan Milner, Jack Milner, Walter S. Stern et Dick Connors
- Décors : Raymond Boltz Jr.
- Costumes : Morrie Friedman
- Production : Chester Erskine et Harry Joe Brown
- Sociétés de production : Chester Erskine Productions et Reader's Digest
- Chaîne d'origine : American Broadcasting Company (ABC)
- Pays de production :  États-Unis
- Langue originale : anglais
- Genre : anthologie dramatique
- Durée : 25 minutes par épisode

## Distribution

### Personnages principaux
- Gene Raymond
- Hugh Reilly

### Personnages récurrents
- Helen Mowery : Clarissa
- Paul Cavanagh : Commandant Travis
- Anthony Eustrel : le directeur britannique
- Louis Jean Heydt : Trimble le comptable
- Dabbs Greer : Capitaine Barrett

### Invités
- Robert Foulk : Dave Jackson
- Francis McDonald : le barbier
- Richard Reeves : Muller
- Arthur Franz : Alphonse Bertillon
- Aaron Spelling : Ben Williams
- Carl Milletaire : Barnes
- Pierre Watkin : Dr Parish
- Bobby Driscoll : John Aldridge
- Philip Tonge : le médecin
- Peter Brocco : Bethier
- William Schallert : Henry Thompson
- Whit Bissell : Dan Carson
- Noel Drayton : Capitaine Connor
- Robert Osterloh : Evans l'anesthesiste
- Dorothy Green : Alice Turner
- Otto Waldis : Meinstudt
- Nacho Galindo : Fuente
- Robert Hutton : Hugh McLaughlin
- Roy Roberts : Détective William J. Burns
- John Howard : Général Oliver Otis Howard
- Richard Gaines : Abraham Lincoln
- Richard Long : Dud Dandridge
- Richard Lo : Lew Gar Mun
- Paul Stewart : Franz Kindler
- Philip Ahn : M. Pak
- John Hamilton : Maire Carver
- Larry J. Blake : John O'Brien
- Steven Geray : Chernik
- John Stephenson : John Alden
- Morris Ankrum : Dunlap
- Claude Akins : Casco
- Leon Askin : le diplomate russe Portichenki
- Chuck Connors : Charlie Masters
- Tod Griffin : Curtis
- Lee Marvin : Charlie Faust
- Martin Milner : la recrue de l'armée américaine
- Jerry Paris : l'assistant chirurgien
- Max Showalter
- Michael Winkelman : Bucky Chapman
- Clint Eastwood : Lieutenant Wilson

## Épisodes

### Saison 1
1. The Last of the Old Time Shooting Sheriffs
2. Trouble on the Double
3. Mrs. Robert Louis Stevenson
4. How Chznvr Made Lincoln President
5. I'll Pick More Daisies
6. Top Secret
7. A Matter of Life and Death
8. The End of Blackbeard the Pirate
9. The American Master Counterfeiters
10. America's First Great Lady
11. The Manufactured Clue
12. Incident on the China Coast
13. How Charlie Faust Won a Pennant for the Giants
14. Honeymoon in Mexico
15. The Great Armored Car Robbery
16. A Million Dollar Story
17. Dear Friends and Gentle Hearts
18. France's Greatest Detective
19. Around the Horn to Matrimony
20. The Anatomy of a Graft
21. Human Nature Through a Rear View Mirror
22. Mr. Pak Takes Over
23. My First Bullfight
24. Comrade Lindemann's Conscience
25. Six Hours of Surgery
26. The Baron and His Uranium Killing

### Saison 2
1. Child Pioneer
2. Old Master Detective
3. The Archer-Shee Case
4. The Brainwashing of John Hayes
5. The Making of a Submarine
6. The Voyage of Captain Tom Jones, Pirate
7. If I Where Rich
8. The Sad Death of a Hero
9. Emergency Case
10. When the Wise Men Appeared
11. Ordeal at Yuba Gap
12. In the Eye of the Hurricane
13. Why the Choir Was Late
14. The Man Who Beat Death
15. A Bell for Okinawa
16. Cochise, Greatest of the Apaches
17. The Mystery of Minnie
18. Texas in New York
19. Return from Oblivion
20. The Case of the Uncertain Hand
21. Lost, Strayed, and Lonely
22. Night Court
23. No Horse, No Wife, No Mustache
24. The Trigger Finger Clue
25. The Secret Weapon of Joe Smith
26. Courage
27. The Woman Who Changed Her Mind
28. Uncle Sam's C Men
29. Miss Victoria
30. The Old, Old Story
31. Britain's Most Baffling Murder Case
32. Down on the Tennessee
33. The Man Who Dreamt Winners
34. The General's Escape
35. The Gigantic Bank Note Swindle
36. Go Fight City Hall
37. Family Reunion USA
38. The Only Way Out
39. The Smuggler